# Atentado en Sayyidah Zaynab de 2016
El 31 de enero de 2016, dos bombas suicidas y un coche bomba explotaron en la principal ciudad chiita, Sayyidah Zaynab, cerca de Siria. En el santuario chií de la Mezquita Sayyidah Zaynab. Al menos 60 personas murieron, 25 de ellas combatientes chiitas y otras 110 personas resultaron heridas en las explosiones. El Estado Islámico se adjudicó el ataque. Esta es la segunda vez que el santuario de la Mezquita Sayyidah Zaynab ha sido blanco; en febrero de 2015 dos ataques suicidas mataron a cuatro personas e hirieron a otras trece.